# Narina Tholi
I Narina Tholi sono una struttura geologica della superficie di Venere.